# Lasse Diding
Lasse Gunnar Diding, ursprungligen Lars Gunnar Diding, född 24 april 1953 i Varbergs församling i Hallands län, är en svensk hotellentreprenör, författare och kulturpersonlighet.

## Biografi
Mellan 1987 och 2018 drev han Hotell Gästis i Varberg och från öppnandet 2013 till 2018 även Hotell Havanna i samma stad. Hotell Gästis är känt för sina många böcker och speciella inredning men kanske framför allt för det beryktade Leninbadet i hotellets källare. Hotell Havanna har ett konsekvent genomfört Kuba-tema. 2007 utnämndes Lasse Diding till Årets företagare i Varberg.
Utöver ett Leninbad och Leninpriset har Lasse Diding försökt få till en namnändring av Påskbergsvallen till Leninstadion och under sin medverkan i realityserien Svenska miljonärer drev han frågan om att döpa om Engelska parken i Varberg till Leninparken. 2017 medverkade Lasse Diding i dokumentären Revolution: 100 Years Young, som producerades av Russia Today.
Diding gav 2017 ut boken Fejsbok, i vilken han samlat ett urval av sina egna inlägg på Facebook. Fejsbok har därefter utkommit i en utökad andra upplaga och i en utökad och reviderad tredje upplaga.
2021 släppte journalisten Per Nygren en biografi om Lasse Diding med titeln Lasse & Lenin : en bok om Lasse Didings liv som hotellägare, kommunist, alkoholist, samlare, miljonär, provokatör, boknörd, varbergsbo, frankofil, kubafrälst, retsticka och klosterägare.
Lasse Diding medverkade 2022 i Kalle Linds podcast Snedtänkt och pratade där under rubriken ”Om Diding & Myrdal” om sig själv, Jan Myrdal och mycket mer.

### Leninpriset och Jan Myrdal
Varje år delar Lasse Diding ut Leninpriset på 100 000 kr till ”en i Sverige verksam författare eller konstnär som verkar i en samhällskritisk och upprorisk vänstertradition” och Robespierrepriset på 25 000 kronor till ”en yngre svensk skribent eller konstnär som arbetar i en maktkritisk anda”. Priserna bar från början även Jan Myrdals namn och delades ut av Jan Myrdalsällskapet, men sedan 2017 står Lasse Diding som ensam utdelare.
Lasse Diding var initiativtagare till grundandet av Jan Myrdalsällskapet 2008 och upplät senare i samarbete med Henning Mankell även ett hus i Varberg åt det stora privatbibliotek Jan Myrdal donerat till sällskapet. Jan Myrdalbiblioteket invigdes officiellt 2015.
Dokumentärfilmen I väntan på Jan Myrdals död från 2021 skildrar förhållandet mellan Jan Myrdal och Lasse Diding under Jan Myrdals sista tid i livet.
Diding utkom 2024 med boken De grova lögnerna om Jan Myrdal i De hemliga breven, som en kritik av den, i hans mening felaktiga, skildringen av Myrdal och hans författarskap i Kaj Fölsters, Bosse Lindquists och Janken Myrdals bok De hemliga breven: Den politiska familjen och vardagens samtal.

### Leninland
1 januari 2023 öppnade Lasse Diding stipendieboendet Leninland i Varberg. Platsen är tänkt att vara en ”frizon för fritt tänkande författare och journalister på vänsterkanten”. Under hösten 2022 marknadsfördes öppnandet av Leninland genom annonser i tidningar och tidskrifter, vilket för tidskrifterna Journalisten och Författaren skapade en debatt kring var gränsen går för vad man får annonsera om.

### Med handväskan som vapen
Lasse Diding köpte Susanna Arwins staty Med handväskan som vapen 2015, och året därpå donerade han den till Varbergs kommun för placering i Brunnsparken i centrala Varberg. Men statyn hade varit omdiskuterad och efter en omfattande debatt i lokalpressen beslutade kommunen att inte ta emot donationen. Efter det valde Lasse Diding att i stället skänka Med handväskan som vapen till Hallands kulturhistoriska museum på Varbergs fästning, och i september 2016 fattade Stiftelsen Hallands länsmuseer ett enhälligt beslut att ta emot statyn. I samband med Handväskans dag i maj 2017 fick statyn sin nuvarande placering i trädgården till Lasse Didings Villa Wäring i Varberg, där förbipasserande kan beskåda konstverket.

### Namntvist
Diding försökte ge sin son namnet Brfxxccxxmnpcccclllmmnprxvclmnckssqlbb11116 (uttalat Albin) men fick nej både hos Skattemyndigheten och när målet togs upp i domstol. Föräldrarna hade planerat att inte registrera något officiellt namn för pojken i allmän protest mot myndigheternas inblandning i allt och särskilt i protest mot  namnlagen, och kom inte att göra det förrän de blev dömda av Länsrätten i Hallands län att betala vite med 5 000 kronor efter att inte ha registrerat något namn på pojkens femårsdag. Det långa namnet (eller långa stavningen), som de sedan gav pojken, kom dock inte heller det att godkännas av myndigheterna. Godkänt blev inte heller A, som de senare ville stava namnet. Sonen fick 1998 namnet Gustaf Albin Tarzan Hallin, med Albin som tilltalsnamn.